# De Drooggemaakte polders van Bleiswijk en een gedeelte van Hillegersberg
De Drooggemaakte polders van Bleiswijk en een gedeelte van Hillegersberg was een waterschap in de Nederlandse provincie Zuid-Holland. 
Het werkgebied van het waterschap De drooggemaakte polders van Bleiswijk en een gedeelte van Hillegersberg lag in de voormalige gemeenten Bleiswijk, Bergschenhoek en Hillegersberg (later in de gemeenten Bleiswijk, Bergschenhoek, Rotterdam en Zoetermeer). 
De polders werden onder meer begrensd door de Binnenwegse polder (noord), de polder Berkel (west) en de polder Berg en Broek (zuid).
In 1960 werd de naam van het waterschap gewijzigd in polder Bleiswijk c.a. Het ging later deel uitmaken van het Hoogheemraadschap van Schieland en de Krimpenerwaard.